# Citroën Berlingo
Citroën Berlingo – samochód osobowo-dostawczy typu kombivan klasy kompaktowej produkowany przez firmę Citroën od 1996 roku. Od 2018 roku wytwarzana jest trzecia generacja pojazdu.

## Pierwsza generacja

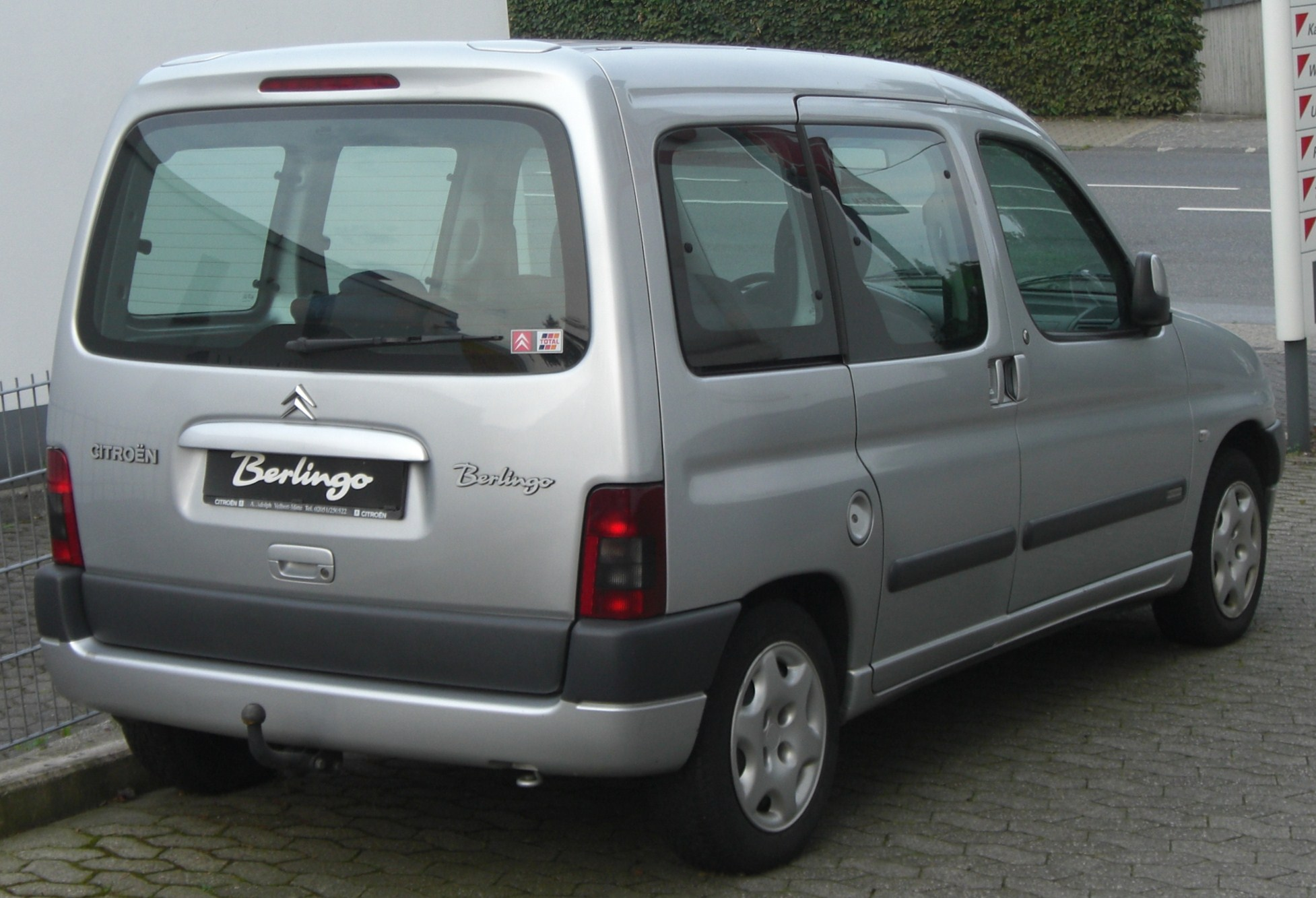
Citroën Berlingo I – tył przed liftingiem

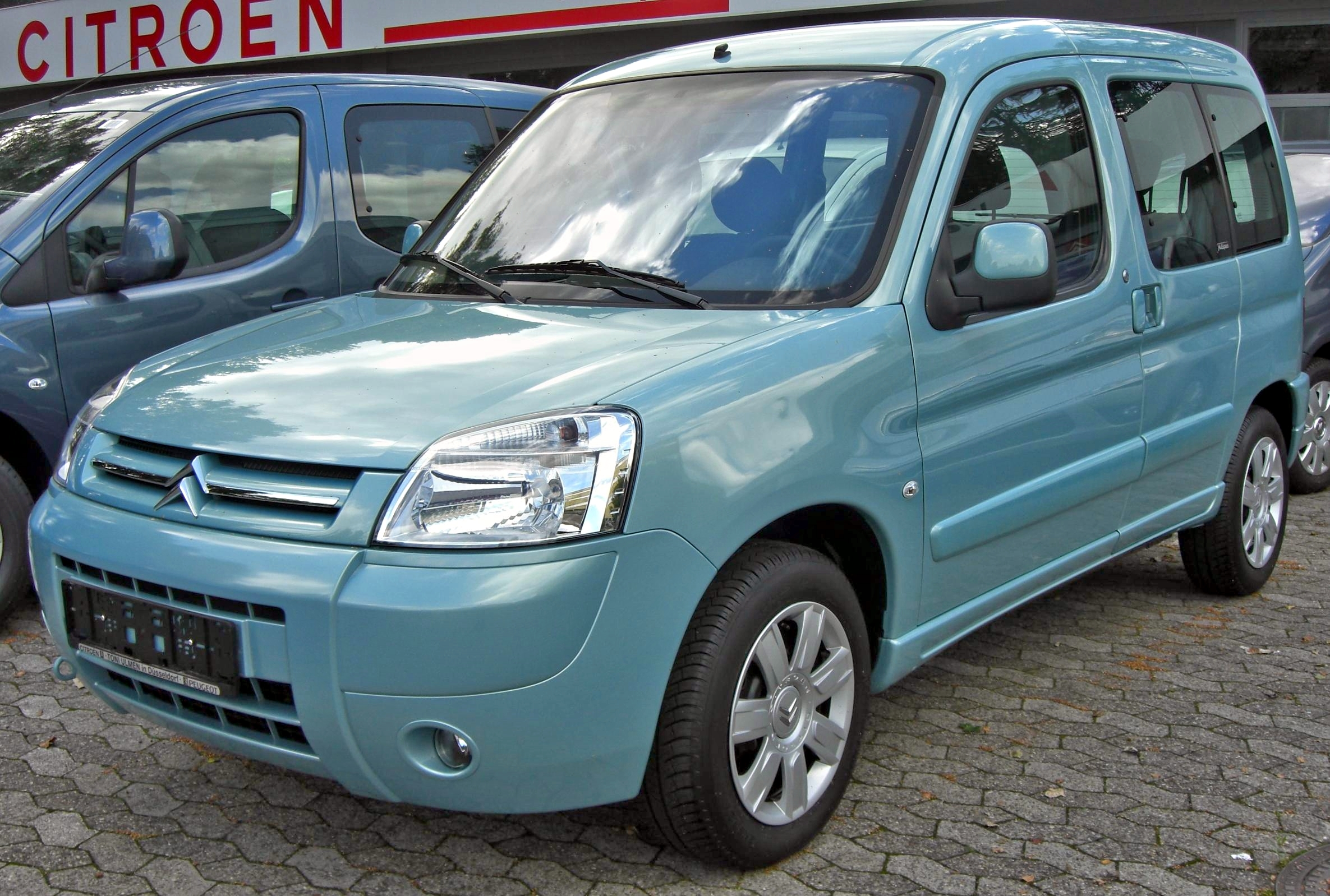
Citroën Berlingo I po liftingu

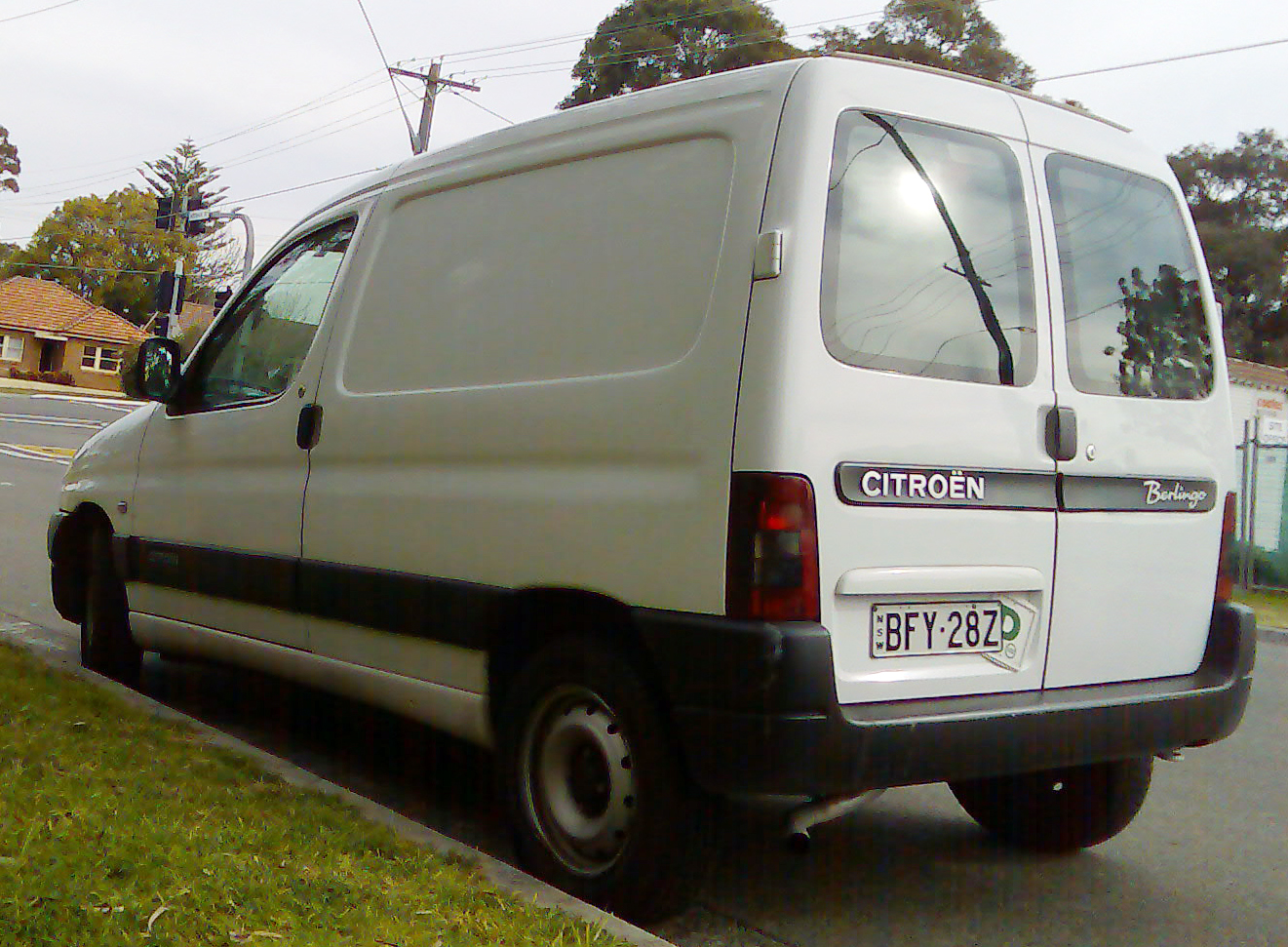
Citroën Berlingo I w wersji dostawczej

Citroën Berlingo I zadebiutował w 1996 roku jako samochód osobowy i osobowo-dostawczy. W chwili wejścia na rynek był nowością i stworzył nowy segment samochodów uniwersalnych. Wraz z bliźniaczą wersją Peugeot Partner został zaprojektowany od podstaw.
Można w nim spotkać części mechaniczne i elementy wnętrza wspólne z innymi modelami koncernu PSA (np. zawieszenie przednie typu McPherson pochodzi z modelu ZX, a tylna belka skrętna została zaadaptowana z Peugeot 405), ale jest to unifikacja mająca na celu zmniejszenie kosztów produkcji. Model jest nadal produkowany jako Berlingo First.
Nadwozie Berlingo jest przestronne, zapewnia wygodną podróż pięciu pasażerom, aczkolwiek tylna kanapa została zaprojektowana z myślą o mniejszym komforcie niż w autach osobowych. Citroën Berlingo jest dostępny jako dwumiejscowy furgon lub pięcioosobowe auto rodzinne, kierowane do ludzi żyjących aktywnie.
Auto w roku 2002 przeszło facelifting. Zmieniono reflektory, zderzaki, oraz deskę rozdzielczą. W 2006, przy okazji kolejnego liftingu powiększono też gamę silnikową o nowoczesne diesle: 1.6HDi 75 KM i 1.6HDi 90 KM, zniknęły motory 1.9 D oraz 2.0 HDi, zmieniono światła tylne i dodano klamkę w drzwiach tylnych.
W październiku 2003 roku zadebiutowała odmiana terenowa pod nazwą Citroën Berlingo X-TR. Wyróżniała się ona: powiększeniem o 15 mm prześwitu, zastosowaniem płyty pod nadwoziem, samoblokującym mechanizmem różnicowym, który dostarczał więcej momentu na koło o lepszej przyczepności (do 75:25), zmienione zawieszenie na wersję „dla trudnych warunków jazdy”. Berlingo okazał się solidnym i mało usterkowym autem. Dzięki takiej opinii należy do czołówki swojego segmentu.
Produkowano go w fabryce koncernu PSA „Citroën España S.A.” w Vigo w Hiszpanii. Drugi, mniejszy europejski zakład produkujący go od 1998 roku, „Citroën Lusitania S.A.”, mieści się w Mangualde w Portugalii. Od 1999 roku jest on produkowany w Palomar w Argentynie przez firmę Sevel Argentina, przekształconą w 2000 roku w „Peugeot-Citroën Argentina S.A.”. Był również montowany w Casablance w Maroku. W latach 1998–2001 był montowany w FSO ZSD w Nysie. Przez krótki czas model montowano w Rosji pod nazwą Doninvest Orion M.
W teście Euro NCAP otrzymał cztery gwiazdki.

### Silniki
- 1.1 60 KM
- 1.4 8v 65 KM
- 1.4 8v 75 KM
- 1.5D 80 KM
- 1.6 16v 100 KM
- 1.6 16v 108 KM
- 1.6 16v 109 KM
- 1.6 16v 110 KM
- 1.6 16v 150 KM
- 1.8 8v 90 KM
- 1.8 16v 100 KM
- 1.9D 69 KM
- 1.9D 70 KM
- 1.9D 71 KM
- 1.9D 90 KM
- 1.9 TD 78 KM
- 1.8 TD 68 KM
- 1.9 TDI 90 KM
- 1.9 TDI 150 KM
- 1.6 HDI 75 KM
- 1.6 HDI 90 KM
- 1.6 HDI 110 KM benzyna/diesel
- 1.6 HDI 150 KM benzyna/diesel
- 2.0 HDI 90 KM (1999-2004)
- 2.0 HDI 110/100 KM
- 2.0D 75 KM
- 2.5 D 78 KM
- 3.0D/B 300 KM

### Wyposażenie
Lista wyposażenia dodatkowego obejmuje około 20 pozycji, wynika to z klasy auta, ale można na niej znaleźć m.in.:
- klimatyzację
- elektrycznie sterowane szyby
- system ModuTop

Szczególnie system ModuTop zasługuje na uwagę – jest to montowany pod sufitem system schowków na drobiazgi, dodatkowy układ nawiewowy, oraz pięć, ustawionych wzdłużnie szyberdachów.

## Druga generacja

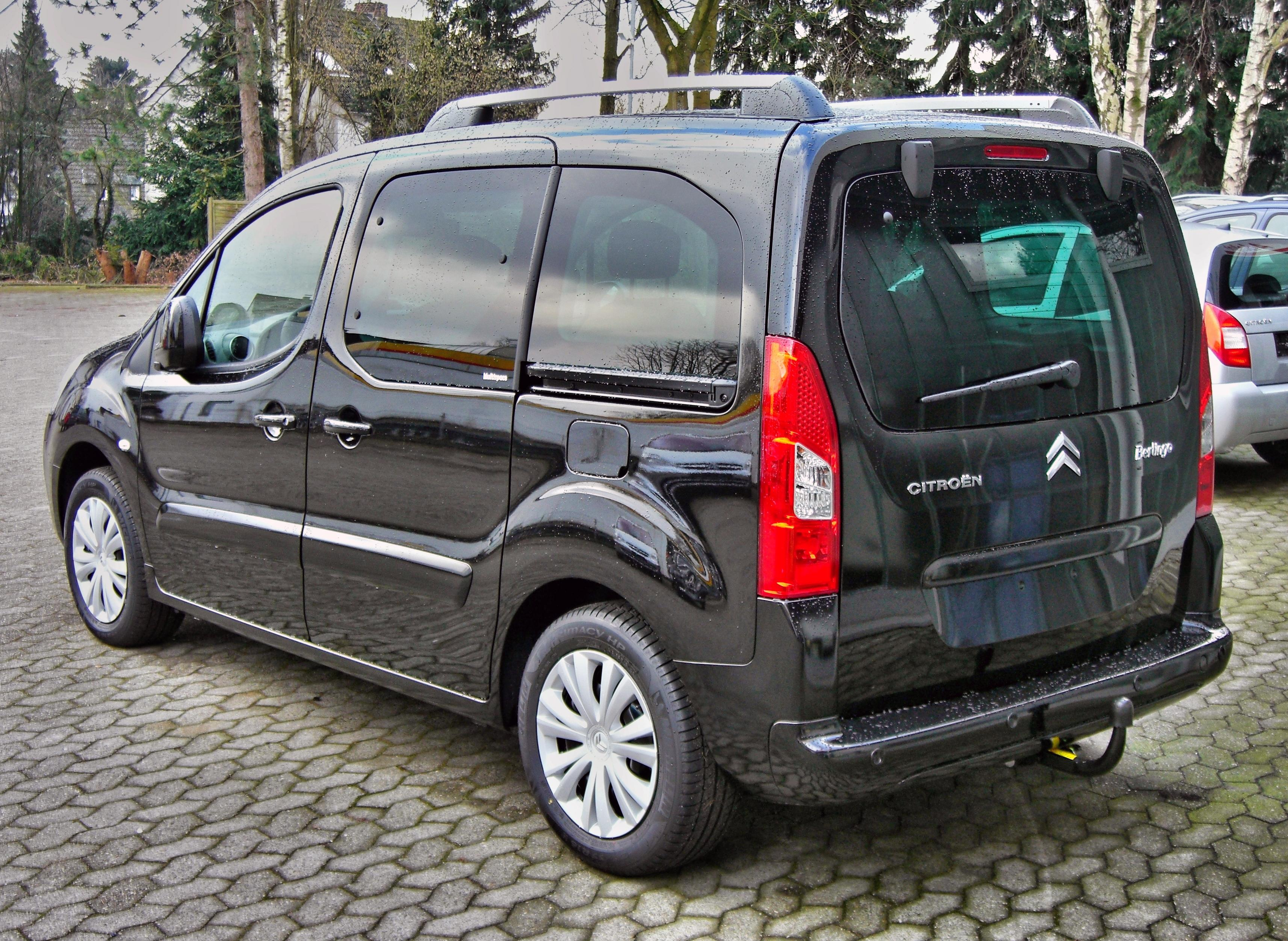
Citroen Berlingo II Multispace – tył

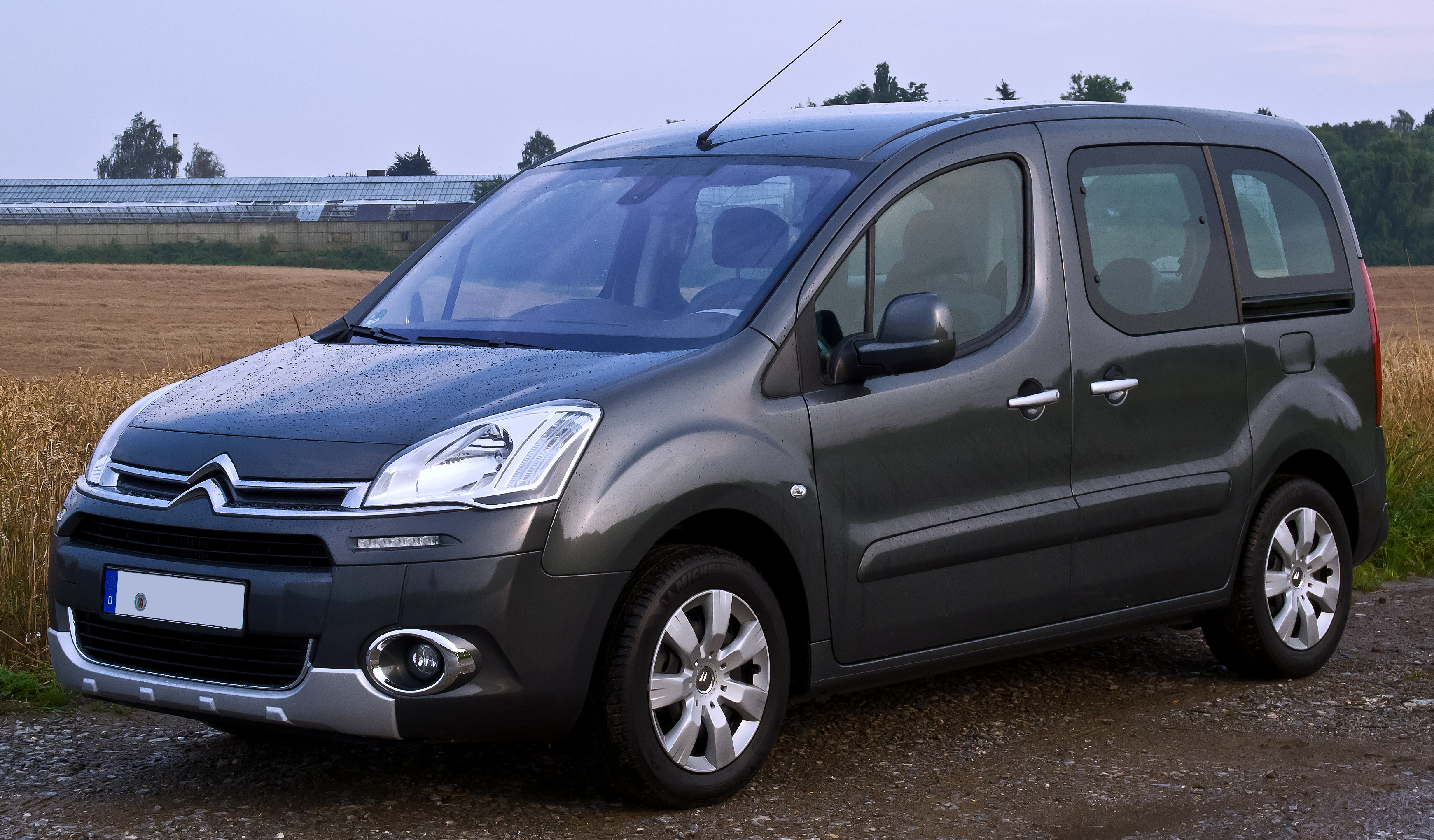
Citroen Berlingo II Multispace po pierwszym liftingu

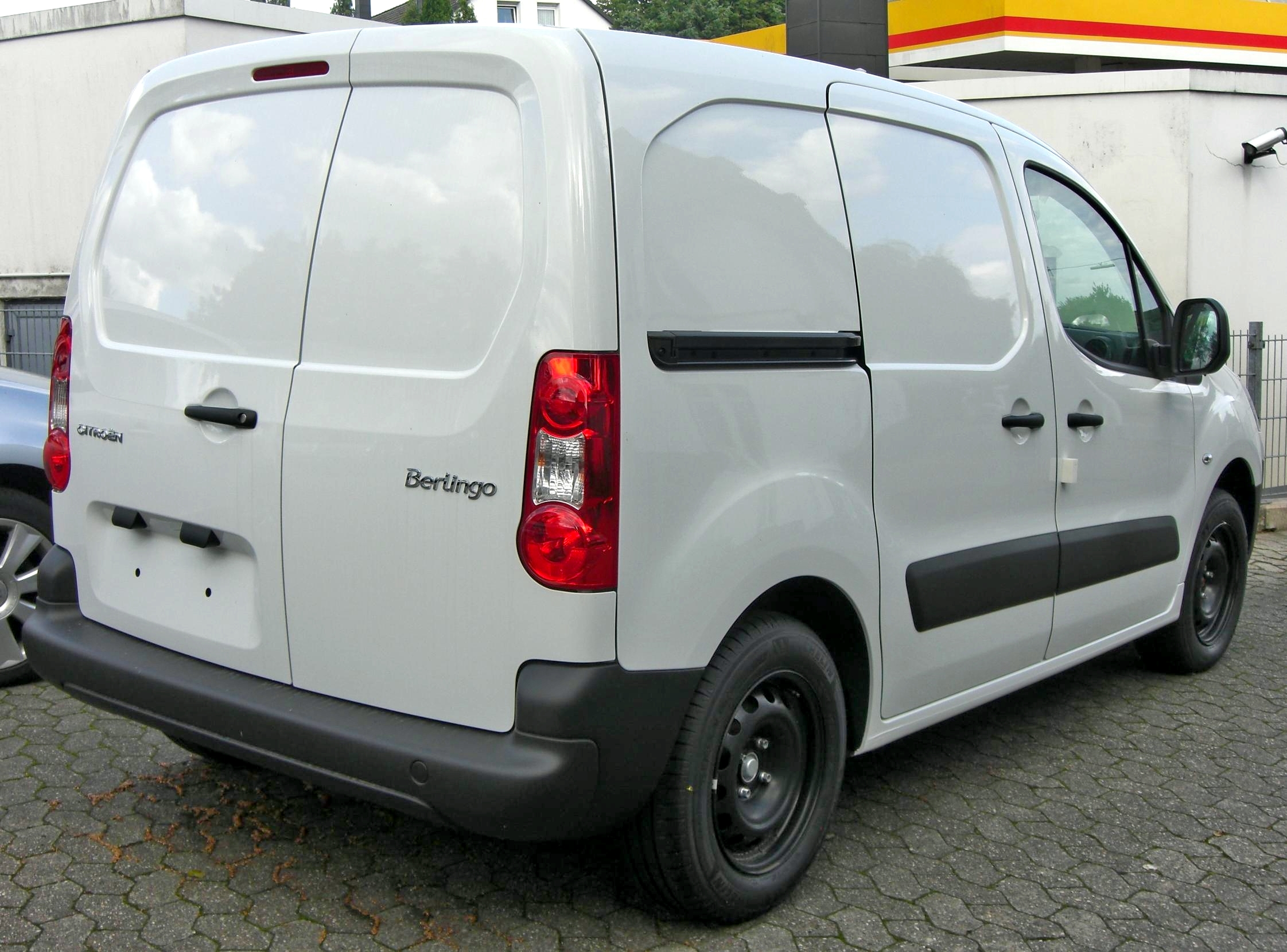
Citroen Berlingo II w wersji dostawczej

Citroën Berlingo II został zaprezentowany w 2008 roku. Wytwarzany był w dwóch odmianach: osobowej i dostawczej – z wydłużonym tyłem nadwozia i o podwyższonej ładowności.
Podobnie jak poprzednia wersja powstaje głównie w fabryce koncernu PSA „Citroën España S.A.” w Vigo w Hiszpanii i „Citroën Lusitania S.A.” w Mangualde w Portugalii. Poza Europą jest on być może produkowany w Palomar w Argentynie przez firmę „Peugeot-Citroën Argentina S.A.” i montowany w Casablance w Maroku.
Pod koniec 2012 roku przeprowadzono pierwszy face lifting. Kolejną zmianę aparycji samochód przeszedł w lutym 2015 roku. Zmieniono wówczas kształt przedniego zderzaka i osłony chłodnicy. Paletę barw nadwozia uzupełniły dwa dodatkowe kolory, na liście opcji pojawił się system unikania stłuczek Active City Brake, kamera cofania czy nowy system multimedialny z dotykowym ekranem o przekątnej 7 cali. Pojawiły się nowe wersje silnikowe, wyposażone w system START/STOP oraz technologię BlueHDi (z wtryskiem AdBlue), spełniające normę emisji spalin EURO 6. Po raz pierwszy pojawiła się wersja silnikowa wyposażona w manualną, 6-stopniową skrzynię biegów (1,6 HDi 120 KM).

### Silniki
Benzynowe:
- 1.6 90 KM
- 1.6 109 Km
- 1.6 110 KM
- 1.6 VTI 110 KM
- 1.6 VTI 100 KM
- 1.6 VTI 120 KM
- 1.2 Pure Tech 110/112 KM

Diesla:
- 1.6 HDI 75 KM
- 1.6 HDI 75 KM FAP
- 1.6 HDI 90 KM
- 1.6 HDI 90 KM FAP
- 1.6 HDI 92 KM ECO
- 1.6 HDI 92 KM FAP
- 1.6 e-HDI 92 KM (ECO, FAP)
- 1.6 HDI 100 KM
- 1.6 HDI 100 KM (ECO, FAP)
- 1.6 HDI 110 KM FAP
- 1.6 HDI 112 KM FAP
- 1.6 HDI 120 KM
- 1.6 HDI 120 KM (FAP, ECO)

### Wersje wyposażeniowe
- X
- Multispace
- XTR
- Exclusive
- Sport

### Wersja elektryczna
We wrześniu 2012 roku Citroën zaprezentował całkowicie elektryczną wersję Berlingo Electric, a w połowie marca 2013 roku ruszyła produkcja modeli Citroën Berlingo Electric i Peugeot Partner Electric. Auta powstają w zakładzie w Vigo w Hiszpanii, na tej samej linii co spalinowe odpowiedniki. Pierwsze dostawy do klientów mają rozpocząć się przed końcem drugiego kwartału. PSA przewiduje, że łączna produkcja bliźniaczych modeli wyniesie od 2 do 2,5 tys. sztuk rocznie.
W dziedzinie samochodów elektrycznych kluczowym partnerem dla PSA pozostaje firma Mitsubishi, która dostarcza napędy trakcyjne i akumulatory. O ile jednak auta Citroën C-Zero i Peugeot iOn powstawały razem z Mitsubishi i-MiEV w Japonii, o tyle nowy projekt wprowadzany jest przez PSA. Francuski producent przejął na siebie nie tylko montaż aut, ale także pakietów akumulatorów. Auto ma charakteryzować się zasięgiem około 175 km oraz mieć możliwość szybkiego ładowania w 30 minut. Nowy Citroën Berlingo Electric, opracowany we współpracy z Mitsubishi Motors Corporation, ma mieć akumulatory litowo-jonowe.

## Trzecia generacja

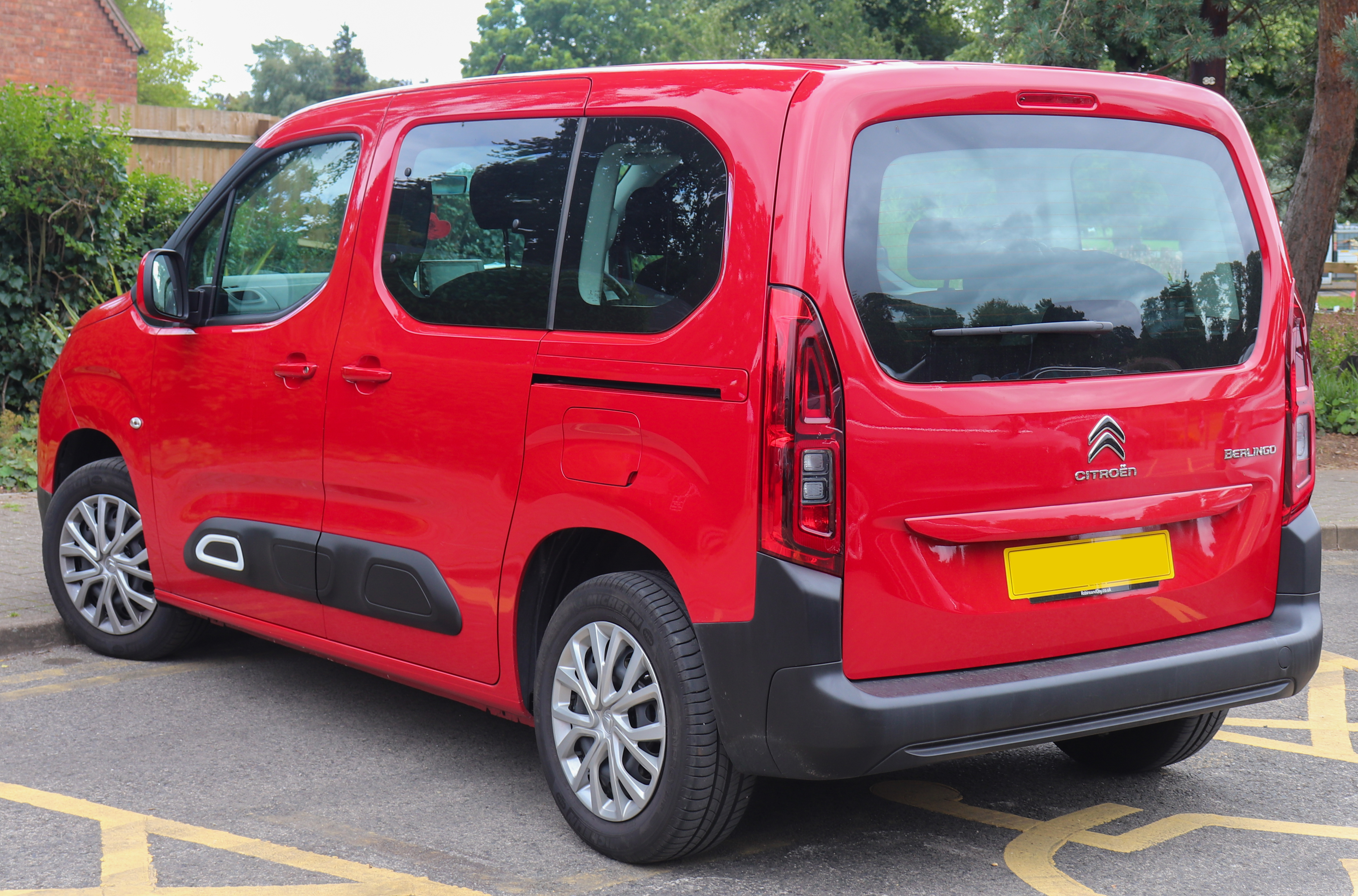
Citroën Berlingo III Multispace – tył

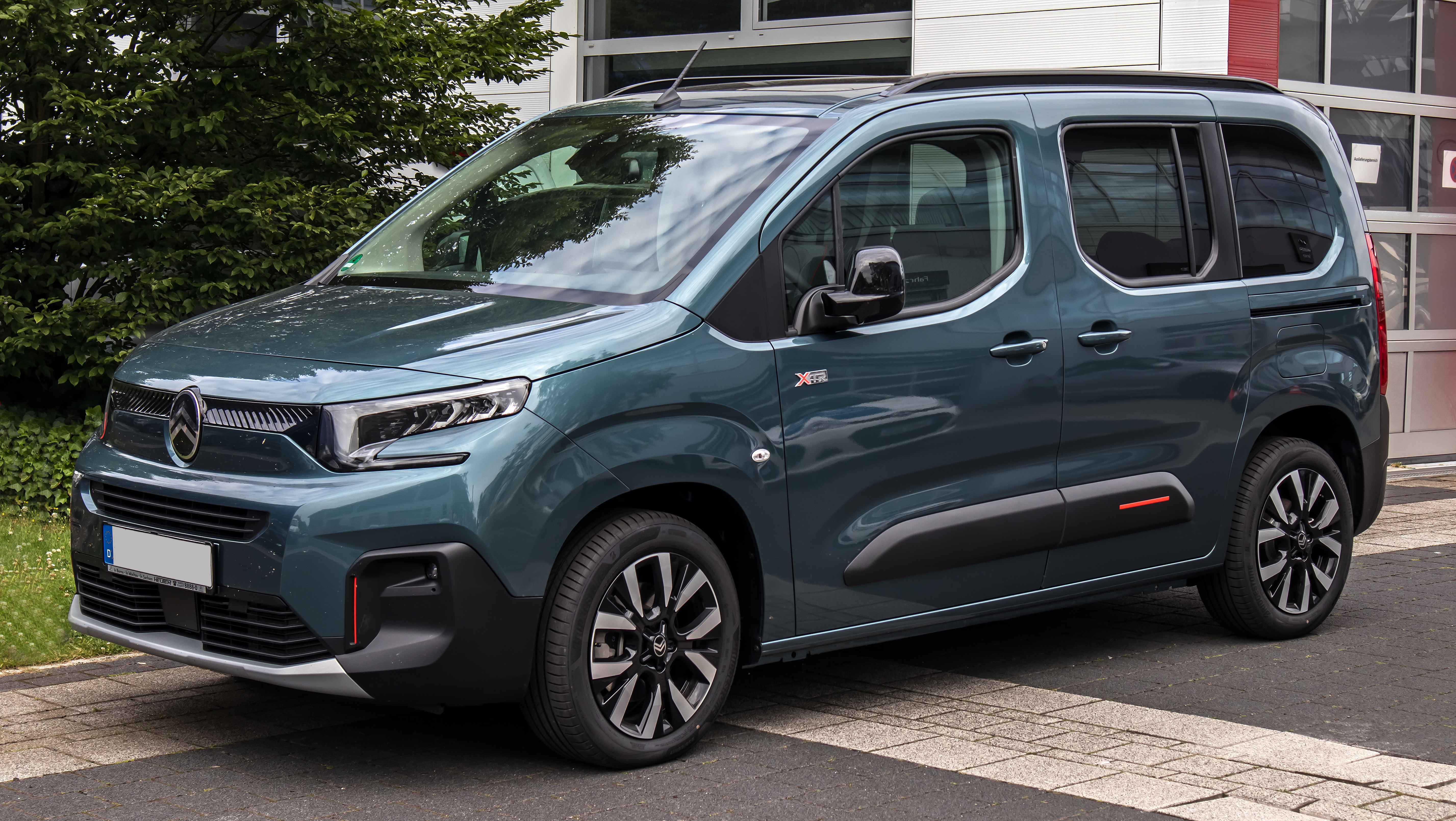
Citroën Berlingo III Multispace po liftingu

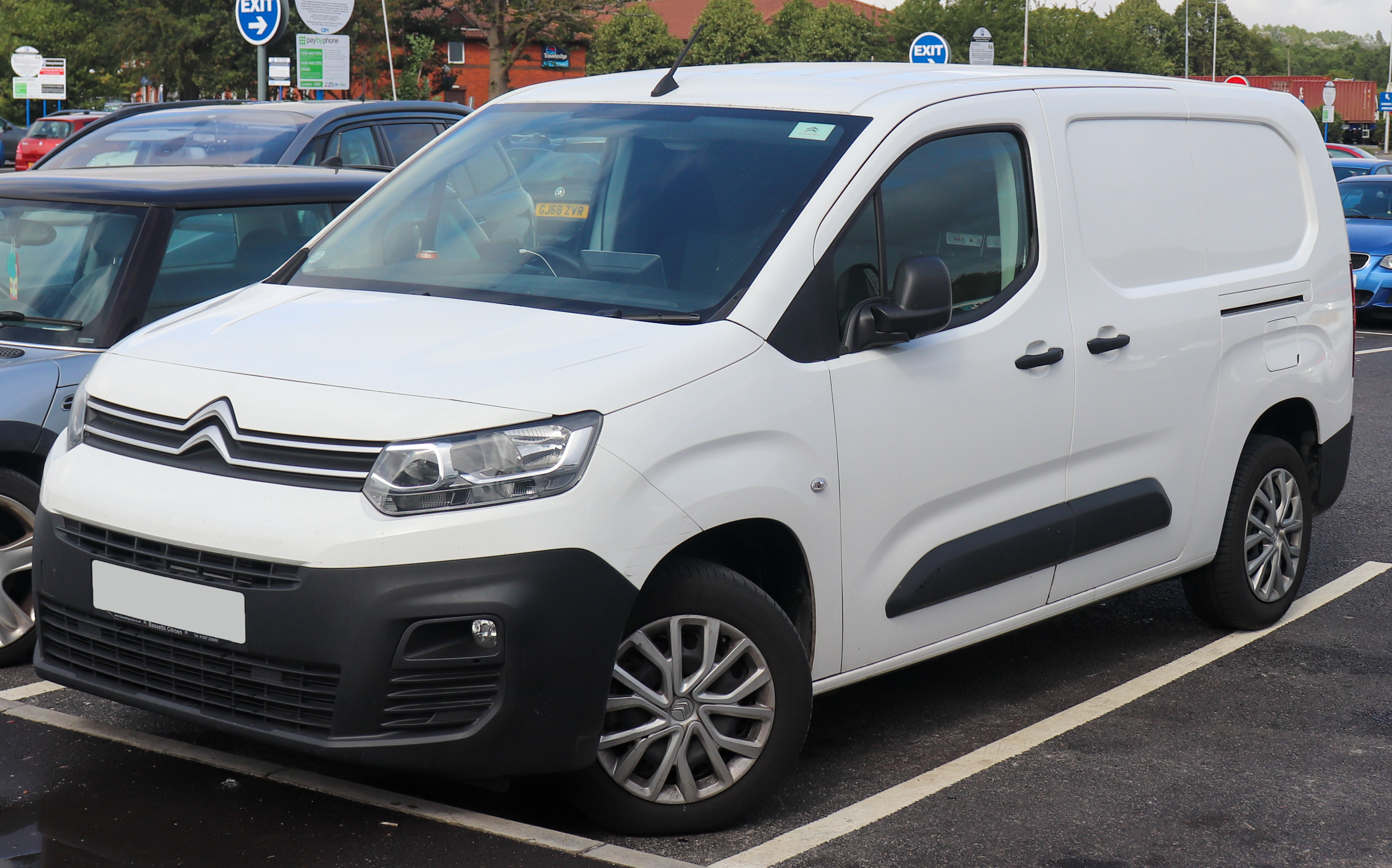
Citroën Berlingo III w wersji dostawczej

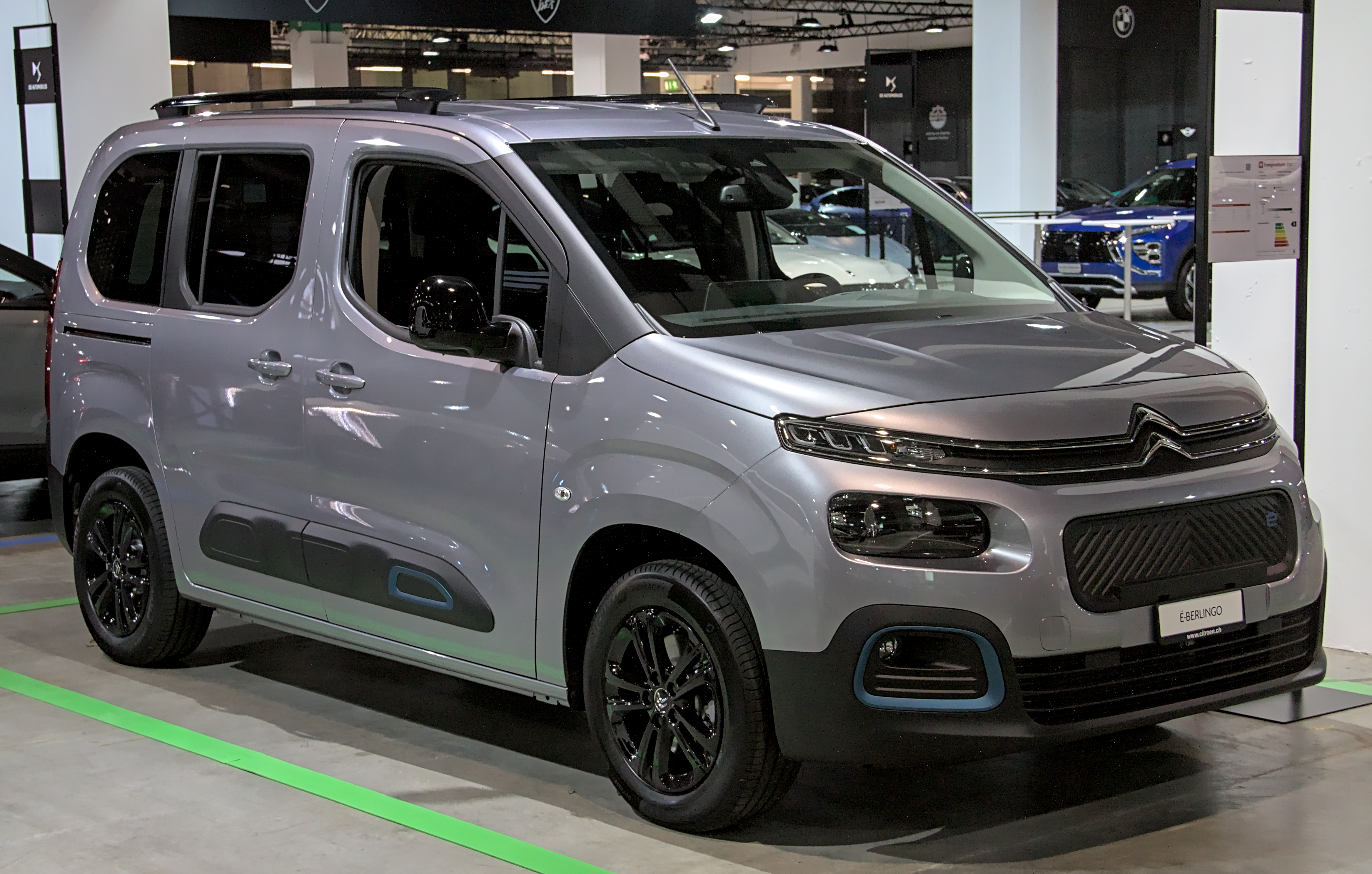
Citroën ë-Berlingo Multispace

Citroën Berlingo III został zaprezentowany po raz pierwszy w marcu 2018 roku.
Trzecia generacja Berlingo kontynuuje koncepcję produkowanego przez 10 lat bestsellerowego poprzednika. Samochód zachował podobne proporcje nadwozia, zbliżoną linię okien i bardzo podobny kształt tylnych lamp. Jednocześnie, nowe Berlingo jest większe – dłuższe, szersze i wyższe. Po raz pierwszy samochód oferowany jest w dwóch wariantach długości nadwozia, oba oferują możliwość przewiezienia aż 7 osób na pokładzie.
Berlingo trzeciej generacji oferowane jest w dwóch wersjach stylistycznych. Osobowa, Berlingo Multispace, wyróżnia się charakterystycznym przodem z dwoma pasami oświetlenia – wąskim, LED-owym i szerszym, skrywającym światła mijania. Wersja dostawcza, nazywana Berlingo Van, ma klasyczne, pojedyncze reflektory.
Berlingo III dostępne jest w sprzedaży od drugiej połowy 2018 roku. Poza Peugeotem Partner/Rifter, po raz pierwszy samochód produkowany jest równolegle jeszcze z dwoma innymi bliźniaczymi konstrukcjami – Oplem Combo i Toyotą ProAce City. Od 2021 roku samochód jest dostępny pod nazwą ë-Berlingo.

### Lifting
Jesienią 2023 roku auto zostało poddane modernizacji. Zastosowano nowe logo marki z przodu i z tyłu. Wersja elektryczna jest wydajniejsza i ma bezemisyjny zasięg do 330 km. We wnętrzu są bardziej komfortowe fotele, stacja dokująca do smartfonów oraz nowe systemy wspomagania jazdy.